# Jean Crocq
Jean Joseph Crocq (Brussel, 23 januari 1824 - 18 september 1898) was een Belgisch medicus, hoogleraar en senator.

## Levensloop
Crocq was de zoon van mijnbeheerder Jean-Baptiste Crocq en van Marie-Thérèse Ledent. Hij trouwde met Marie-Elisabeth Christiaens.
Hij studeerde aan de Rijksuniversiteit Gent, maar haalde zijn promotie tot doctor in de genees-, heel- en verloskunde in 1848 aan de ULB. Datzelfde jaar verwierf hij het aggregaat bij de faculteit geneeskunde aan dezelfde universiteit.
Hij werd buitengewoon (1855-1863) en gewoon (1863-1898) hoogleraar aan de faculteit geneeskunde van de ULB. Hij werd ook buitengewoon (1850-1863) en gewoon (1863-1864) hoogleraar mineralogie en geologie aan de faculteit wetenschappen van de ULB.

## Geneeskunde
In 1849 werd hij arts voor de armen van de burgerlijke godshuizen van Brussel. Hij werd chirurg in de Grand Hospice de l'Infirmerie (1855-1860), geneesheer in het Sint-Pietersziekenhuis (1860), geneesheer in het Sint-Janshospitaal (1860-1885), hoofdgeneesheer in het ziekenhuis van Sint-Jans-Molenbeek (1885).
Andere activiteiten in de geneeskunde:
- Medestichter van La Presse médicale belge (1849);
- lid (1851), secretaris (1856), ondervoorzitter van de Société royale des sciences médicales et naturelles de Bruxelles;
- lid (1854) en voorzitter (1883) van de Académie royale de Médecine de Belgique;
- medestichter (1857) en voorzitter van de Société anatomo-pathologique de Bruxelles;
- lid (1860) en voorzitter (1876-1898) van de Toezichtsraad voor de Veeartsenijschool in Kuregem;
- voorzitter van de Geneesherenfederatie van België (1865-1875);
- lid en voorzitter van de Medische Commissie van Brussel;
- voorzitter van de Belgische Vereniging voor Weekdierkunde;
- lid van de Hoge Raad voor Openbare Hygiëne;
- medestichter, voorzitter, erevoorzitter van de Société médico-chirurgicale du Brabant;
- correspondent van de Académie de Médecine de Paris;
- lid van de Société belge de Géologie.

## Politiek
Crocq doorliep ook een politieke carrière. Van 1872 tot 1876 was hij provincieraadslid voor Brabant.
In 1870 was hij gedurende een maand senator, in opvolging van de ontslagnemende Jean Barbanson. In 1877 volgde hij Louis de Merode op en behield het mandaat tot in 1888. In 1892 werd hij opnieuw senator, tot einde 1894.
Hij was verder:
- lid van de vrijmetselaarsloge Les Vrais Amis de l'Union in Brussel;
- lid van de raad van bestuur van de ULB.

Crocq was aangesloten bij de vrijzinnige protestantse kerk in Brussel.
De Jean Joseph Crocqlaan in Laken-Brussel en de Crocqstraat in Sint-Lambrechts-Woluwe zijn naar hem genoemd.